# Orły Rzymu
Orły Rzymu (fr. Les Aigles de Rome) – francuska seria komiksowa autorstwa Enrica Mariniego, ukazująca się od 2007 nakładem wydawnictwa Dargaud. Po polsku pierwszych pięć tomów opublikowała oficyna Taurus Media, a ich wznowienie w jednym albumie zbiorczym ukazało się nakładem wydawnictwa Egmont Polska. 

## Zarys fabuły
Akcja serii rozpoczyna się w 9 r. p.n.e. w Germanii. Przywódca plemienia Cherusków podbitych przez Rzymian w zamian za pokój oddaje swojego syna Ermanamra jako zakładnika. Cesarz rzymski przekazuje zadanie wychowania młodego barbarzyńcy Tytusowi Weleriuszowi Falko, którego syn Markus jest w tym samym wieku co Ermanamer. Obaj młodzieńcy rozpoczynają rygorystyczne szkolenie, by stać się godnymi obywatelami cesarstwa. Ich relacja – mieszanina przyjaźni i nienawiści – naznaczona jest ciągłą rywalizacją i zdradami.

## Tomy
| Tom | Tytuł i rok wydania polskiego | Tytuł i rok wydania oryginalnego |
| --- | ----------------------------- | -------------------------------- |
| 1   | Księga I (2013)               | Livre I (2007)                   |
| 2   | Księga II (2014)              | Livre II (2009)                  |
| 3   | Księga III (2014)             | Livre III (2011)                 |
| 4   | Księga IV (2015)              | Livre IV (2013)                  |
| 5   | Księga V (2017)               | Livre V (2016)                   |
| 6   |                               | Livre VI (2023)                  |